# Paraná Valles
Los Paraná Valles son un conjunto de canales en un valle en la región del cuadrángulo de Margaritifer Sinus (MC-19) de Marte, ubicado aproximadamente a 23,1° Sur y 10,2° Oeste. Tienen 350 km de largo y recibieron su nombre de un nombre antiguo y moderno del río Paraná que atraviesa Brasil, Paraguay y Argentina. Se cree que una zona baja entre los valles del Paraná y el valle del Loira alguna vez tuvo un lago.